# Fabienne Keller
Pour les articles homonymes, voir Keller.
Fabienne Keller, née le 20 octobre 1959 à Sélestat (Bas-Rhin), est une femme politique française.
Membre de l'UDF puis de l'UMP et de LR, elle est maire de Strasbourg de 2001 à 2008 et sénatrice du Bas-Rhin entre 2004 et 2019.
Elle devient vice-présidente du parti Agir en 2017 et quitte LR l'année suivante. Elle est élue députée européenne aux élections de 2019 sur la liste de La République en marche, et réélue avec la coalition présidentielle en 2024.

## Biographie
Fabienne Keller est diplômée de l'École polytechnique (X 1979) et de l'École nationale du génie rural, des eaux et des forêts. Elle est également diplômée d'un master en économie de l'université de Californie à Berkeley.
Elle est ingénieur des ponts, des eaux et des forêts. Elle travaille au ministère de l'Agriculture entre 1985 et 1988 comme responsable de la gestion du marché français des céréales, puis au ministère des Finances (direction générale du Trésor), où elle est nommée responsable du financement du secteur de l'agriculture et de la pêche.
Nommée en 1989 directrice de la gestion privée et institutionnelle du CIAL (Crédit industriel d'Alsace Lorraine), elle devient, en 1996, déléguée générale de l'activité de gestion d'actifs du Crédit commercial de France, qu'elle quitte en 2001, année de son élection comme maire de Strasbourg.
Elle effectue son service militaire dans la Marine nationale, à la préfecture maritime de la Méditerranée de Toulon (PREMAR III). Elle est capitaine de corvette de réserve. Elle a passé le brevet d'initiation parachutiste militaire (BIPM).

### Parcours politique

#### Débuts
Fabienne Keller adhère à l'UDF en 1991. Elle est la première femme élue au  conseil général du Bas-Rhin en 1992. Elle y restera jusqu'en 2001. Elle sera aussi vice-présidente du conseil régional d'Alsace entre 1998 et 2004]où elle préside la commission « Université et Recherche ».
Elle figure sur la liste de François Bayrou aux élections européennes de 1999.
Bien qu'ayant soutenu François Bayrou au premier tour de l’élection présidentielle de 2002, elle rejoint, à l'instar d'Adrien Zeller, président centriste de la région Alsace et d'autres élus et militants de l'UDF, le nouveau parti de la majorité présidentielle, créé par Jacques Chirac, l'UMP, marquant sa désapprobation à l'égard de la stratégie personnelle du candidat centriste.

#### Maire de Strasbourg
Après avoir remporté la primaire interne de l'UDF contre François Loos, elle mène la liste d'union RPR et UDF. Elle est élue maire de Strasbourg en mars 2001, succédant ainsi à Catherine Trautmann. Elle devient aussi présidente déléguée de la Communauté urbaine de Strasbourg aux côtés de son colistier devenu président, Robert Grossmann.
Ce mandat est caractérisé par la concrétisation de réalisations suivantes :
- Abaissement du pont Churchill permettant le passage du tramway et la requalification de l'ensemble du môle Seegmuller rebaptisé presqu'île Malraux.
- Création de Rivetoile
- Création de la ligne de tram reliant l'Elsau au Neuhof et l'extension du tram jusqu'à la Robertsau.
- Percée du parc du Kurgarten, au Neudorf, pour aménager une liaison routière avec le Neuhof (jonction de la rue d'Orbey avec la rue des Canonniers) déclenche de vives protestations des riverains entre 2003 et 2004 qui craignent la transformation de la rue d'Orbey en route à camions embouteillée. Diverses manifestations (pétitions, sit-in, banderoles sur les immeubles...) organisées par l'ARSOK (Association des résidents du secteur Oreby-Kurgarten[2]) contraignent Fabienne Keller à procéder à des aménagements du projet : rétrécissement de la chaussée, mise en place de ralentisseurs, aménagement de pistes cyclables...
- Requalification de la place Kléber et rénovation de l'Aubette.
- Signature du permis de construire et pose la première pierre de la grande mosquée de Strasbourg[3].
- Réalisation de la patinoire Iceberg, de la Médiathèque Malraux, du Zénith Strasbourg Europe, du Hall Rhénus, de la nouvelle gare TGV et de sa verrière.
- Accueil du premier tour de la Coupe Davis 2004 et du prologue du Tour de France 2006.
- Développement de la vidéosurveillance : entre 2003 et 2008, 210 caméras ont été installées pour 6 millions d'euros[4], en majorité au centre-ville[5], ce qui a contribué à faire de Strasbourg une des villes les plus surveillées de toute la France, sans en faire une des plus sûres pour autant[6].

Elle annonce rapidement être candidate pour un deuxième mandat aux élections municipales de 2008. Un pamphlet anonyme, Requiem pour un Tandem, où elle est surnommée « Madame Paranoïa », l'accuse d'autoritarisme et fait le lien entre son autocratisme supposé et la valse du personnel à la mairie ; ses désaccords avec Robert Grossmann sont également épinglés. Elle accuse un important retard au premier tour sur son adversaire principal, Roland Ries. Les divergences d'analyse des résultats du scrutin accentuèrent la mésentente entre Fabienne Keller et Robert Grossmann, ce qui finit de conduire à la défaite, au soir du second tour, Fabienne Keller remportant 41,67 % des suffrages contre 58,33 % en faveur de son adversaire Roland Ries. Le choc de cette défaite fut à l'origine de la division de la nouvelle opposition en deux groupes. Celui mené par Fabienne Keller s'intitule Strasbourg au Centre puis Strasbourg au Centre - Groupe UMP-UDI et celui présidé par son ex-équipier Robert Grossmann est nommé groupe UMP, Nouveau Centre et Indépendant.
De nouveau candidate pour un mandat de maire aux élections municipales de mars 2014, elle promet notamment la construction du GCO et la transformation simultanée de l'A35 en boulevard urbain, ainsi que le recrutement de cinquante policiers municipaux supplémentaires et la rénovation des écoles. Elle perd de justesse au second tour contre la liste emmenée par Roland Ries, en récoltant 45,05 % des voix contre 46,96 % en faveur de son adversaire (soit 1 509 voix d'écart).

#### Sénatrice

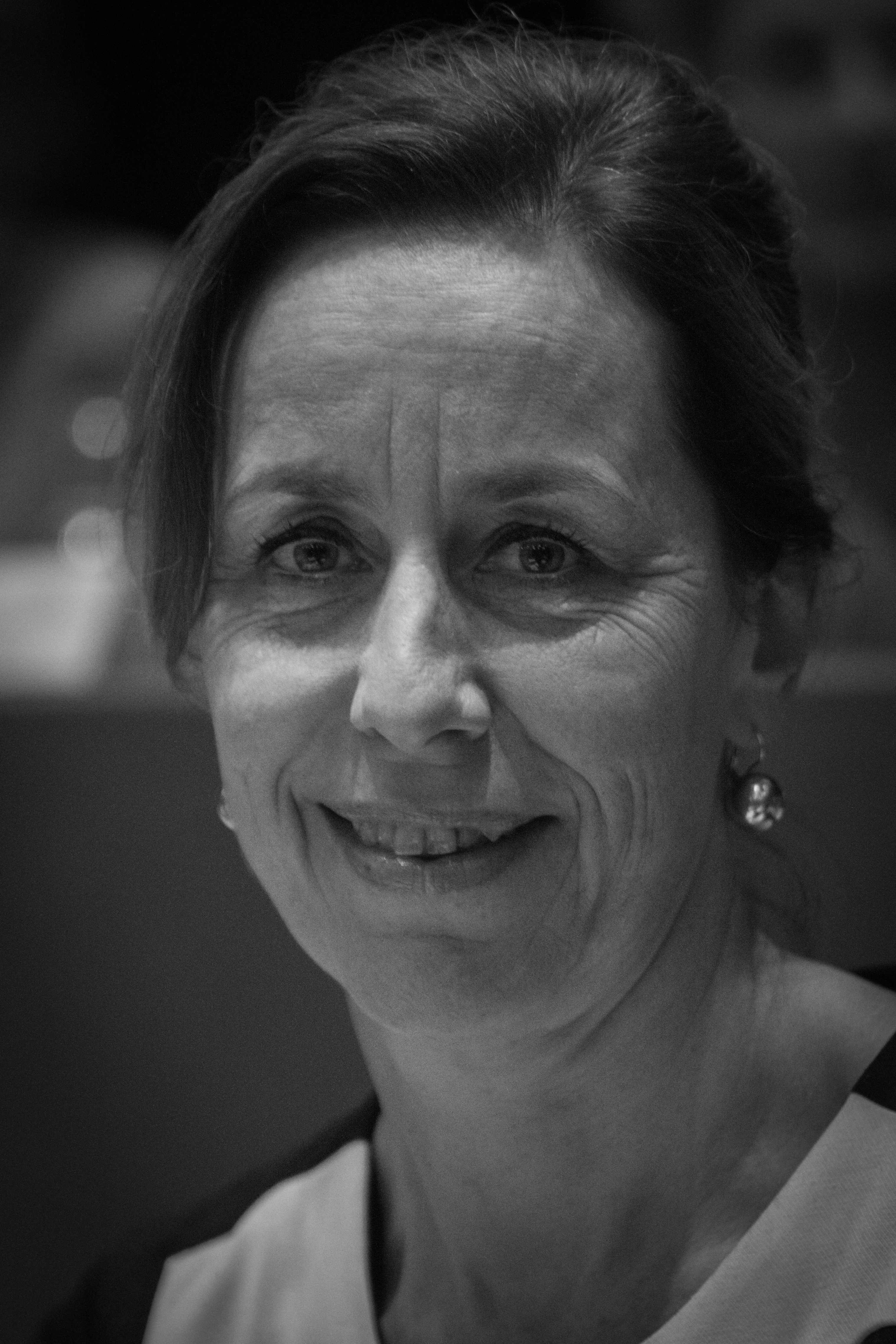
Fabienne Keller en 2013.

Fabienne Keller est élue sénatrice dans le département du Bas-Rhin le 26 septembre 2004, mais l'ensemble du scrutin à l'échelle du département est invalidé, pour des raisons de procédure, par le Conseil constitutionnel le 26 novembre 2004. Elle est réélue le 20 février 2005.
Le 28 septembre 2014, elle est réélue pour un second mandat sur la liste menée par Guy-Dominique Kennel.
Le 9 décembre 2014, Nicolas Sarkozy, élu président de l'UMP, la nomme secrétaire nationale de l'UMP chargée de l'environnement et des transports. Le 11 juin 2015, elle est nommée, avec Laure Miller, déléguée chargée de l'énergie et des transports chez Les Républicains.
Elle soutient Alain Juppé pour la primaire française de la droite et du centre de 2016. Le 1er mars 2017, dans le cadre de l'affaire Fillon, elle renonce à soutenir François Fillon à la présidentielle et appelle Alain Juppé à se présenter.
En novembre 2017, elle participe à la création d'Agir, la droite constructive. Elle est responsable du projet européen du parti et l'une des responsables de son « pôle idées ». Elle quitte Les Républicains en février 2018.

#### Députée européenne
Fabienne Keller est candidate aux élections européennes de 2019 sur la liste de La République en marche. Elle figure en septième position. Elle quitte alors le groupe sénatorial LR, dont elle était jusque-là vice-présidente. Élue députée européenne le 26 mai 2019, elle démissionne de son mandat de sénatrice le 23 juin suivant.
Le 18 janvier 2022, elle est élue 4e questeure du Parlement européen en obtenant 479 voix au 1er tour.
Lors de la neuvième législature du Parlement européen (2019-2024), elle est rapporteure de l'un des textes du Pacte sur la migration et l'asile.
Elle est septième et réélue sur la liste Besoin d'Europe aux élections européennes de 2024.

## Positionnement politique

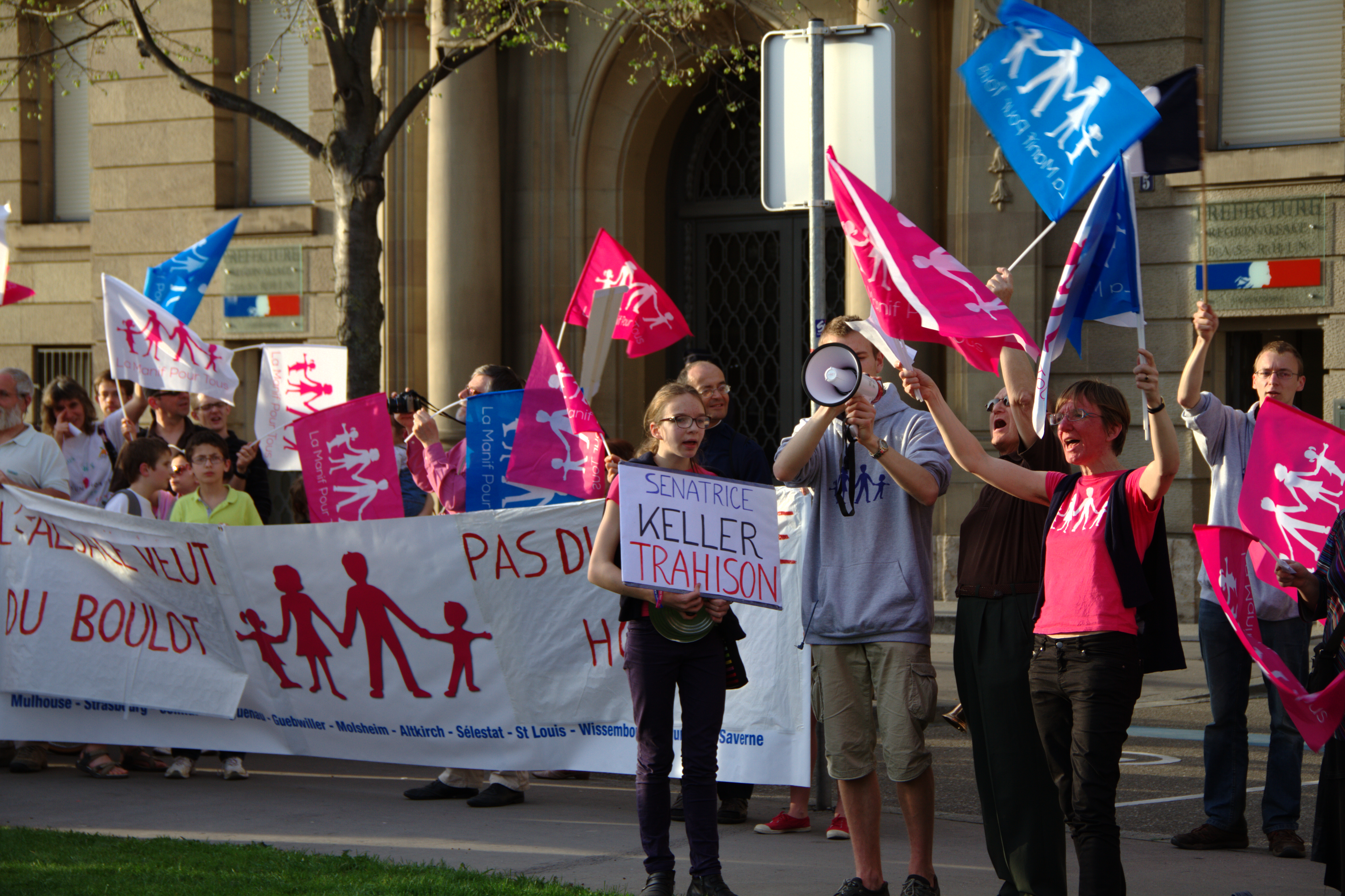
Manifestants opposés à Fabienne Keller à Strasbourg, le 17 avril 2013, après qu’elle s'est déclarée favorable au droit au mariage homosexuel.

Si Fabienne Keller a rejoint l’UMP en 2002, elle revendique pourtant des positions centristes, surtout au sujet des droits sociaux. Elle a co-animé un groupe d'une trentaine de parlementaires centristes, les « Centristes de l’UMP », avec Marc-Philippe Daubresse et Pierre Méhaignerie, afin d'infléchir la politique du président de la République Nicolas Sarkozy. Dans la même logique, elle a soutenu la candidature de Nathalie Kosciusko-Morizet à la présidence de l'UMP lors du congrès d'automne 2012.
Elle a approuvé au Sénat le projet de loi instaurant le droit au mariage homosexuel, ce qui lui a valu des critiques (notamment de la part de Christine Boutin ou de Frigide Barjot), des insultes et des menaces. Elle a regretté (à l'époque où elle était déléguée générale adjointe de l’UMP) que le débat sur la laïcité organisé par l'UMP soit mal préparé et divise la société. Elle a vivement contesté le discours de Grenoble de Nicolas Sarkozy ou encore les propos de Claude Guéant considérant l’immigration des musulmans comme un problème pour la France.
Contre son groupe, le 7 décembre 2016, elle vote la loi du Gouvernement de Bernard Cazeneuve réprimant dans tous les médias le « délit d'entrave à l'IVG ».

## Détail des mandats et fonctions
- 1992-2001 : conseillère générale du Bas-Rhin
- 1998-2004 : conseillère régionale et vice-présidente du conseil régional d'Alsace (démission)
- 2001-2008 : maire de Strasbourg
- 2001-2008 : présidente déléguée de la Communauté urbaine de Strasbourg
- depuis 2008 : conseillère municipale de Strasbourg
- depuis 2012 : vice-présidente du conseil d'administration du Mouvement européen - France[30]
- 1er octobre 2004 – 26 novembre 2004 ; 21 février 2005 – 23 juin 2019 : sénatrice du Bas-Rhin

## Synthèse des résultats électoraux

### Élections municipales
| Année | Nuance | Nuance | Commune    | Position      | 1er tour | 1er tour | 1er tour | 2d tour | 2d tour | 2d tour | Sièges (CM) |
| Année | Nuance | Nuance | Commune    | Position      | Voix     | %        | Rang     | Voix    | %       | Rang    | Sièges (CM) |
| ----- | ------ | ------ | ---------- | ------------- | -------- | -------- | -------- | ------- | ------- | ------- | ----------- |
| 2001  |        | DVD    | Strasbourg | Tête de liste | 19 467   | 29,50    | 1re      | 39 379  | 50,85   | 1re     | 50 / 65     |
| 2008  |        | MAJ    | Strasbourg | Tête de liste | 25 314   | 33,93    | 2e       | 32 097  | 41,67   | 2e      | 13 / 65     |
| 2014  |        | UD     | Strasbourg | Tête de liste | 23 404   | 32,92    | 1er      | 35 114  | 45,02   | 2e      | 15 / 65     |

## Ouvrage
- Ma vie, ma ville – Nouveaux horizons pour Strasbourg, entretiens avec Brigitte Alliel. La Nuée bleue, Strasbourg 2013.  (ISBN 9782716508230)